# Basílica des Fornàs de Torelló
La Basílica del Fornàs de Torelló és una basílica al terme municipal de Maó (Menorca), a uns 500 m de la carretera de l'aeroport, en el Camí de Torrelló, entre la carretera de Sant Climent i la general.Aquest jaciment va ser descobert per un pagès, en Toni Cardona, es Pagès d'es Fornàs, i llavors l'arqueòloga M. Lluïsa Serra va estudiar-lo. Actualment està protegida per una tela metàl·lica per evitar destrosses, però es pot observar perfectament el que era la basílica.
Va ser construïda entre els segles V i VI dC, en l'època de Justinià I, emperador romà d'Orient que volia reconstruir l'Imperi Romà i per això havia conquerir les Illes Balears.
La basílica paleocristiana, és una nau única orientada cap a llevant, i en ella trobam un mosaic romà que ocupa pràcticament tota la seva superfície. Aquest jaciment procedeix del segle VI dC, fragmentat en tres tapissos de diferents temes de l'època.
Està orientada d'est a oest, i al nord conserva una pica baptismal semiesfèrica, construïda amb pedra i morter.
En el mosaic s'hi presencien motius geomètrics, representacions d'aus que simbolitzen el paradís, i entre aquests dos, hi ha una representació de dos lleons amb una palmera; això significa la mort per part dels lleons i l'arbre de la vida per part de la palmera. Tots aquests fets estan influenciats per la tradició jueva, que en aquella època tenia molta importància. També s'hi poden veure restes encara de la taula de l'altar.